# Олюднена природа
Олюднена природа – природа, перетворена людською діяльністю. Є результатом взаємодії  суспільства і природи в умовах  науково-технічної революції. Термін запропонований В. Г. Афанасьєвим (1980).

## Ресурси Інтернету
- Michael Begon, Colin R. Townsend, John L. Harper. Ecology: from individuals to ecosystems. — Wiley-Blackwell, 2006. — 738 с. — ISBN 1405111178.
- S. C. Santra. Ecology: basic and applied. — M.D. Publications Pvt. Ltd, 1994. — 250 с. — ISBN 978-0-521-67982-4.